# فيليب كيغان
فيليب كيغان هو سياسي أمريكي، ولد في 20 أبريل 1942، وتوفي في 23 فبراير 1998. نشط حزبياً في الحزب الديمقراطي. وقد انتخب عضو جمعية نيوجيرسي العامة ‏.